# L'Abbaye (Ille y Vilaine)
L'Abbaye era una comuna francesa que estaba situada en el departamento de Ille y Vilaine, de la región de Bretaña, que entre 1790 y 1794 pasó a formar parte de la comuna de Dol-de-Bretagne, por fusión simple.

## Demografía
No constan datos demográficos de la comuna en el momento de su fusión con Dol-de-Bretagne.